# オフィス設計
株式会社オフィス設計（おふぃすせっけい）は、オフィスの設計･施工、什器からオフィススペースの紹介などをトータルにサービスするシステムを開発する日本の企業である。

## 沿革
- 1973年3月 設立

## 本社
- 東京都港区六本木1-7-27 全特六本木ビル1F

## スポンサー番組
- 報道2001 → 新報道2001（フジテレビ系）